# Morpho centralis
Morpho centralis är en fjärilsart som beskrevs av Otto Staudinger. Morpho centralis ingår i släktet Morpho och familjen praktfjärilar. Inga underarter finns listade i Catalogue of Life.